# Crobilocerus auriger
Crobilocerus auriger là một loài ruồi trong họ Asilidae. Crobilocerus auriger được Musso miêu tả năm 1973. Loài này phân bố ở vùng Cổ Bắc giới.